# スーパーCCDハニカム

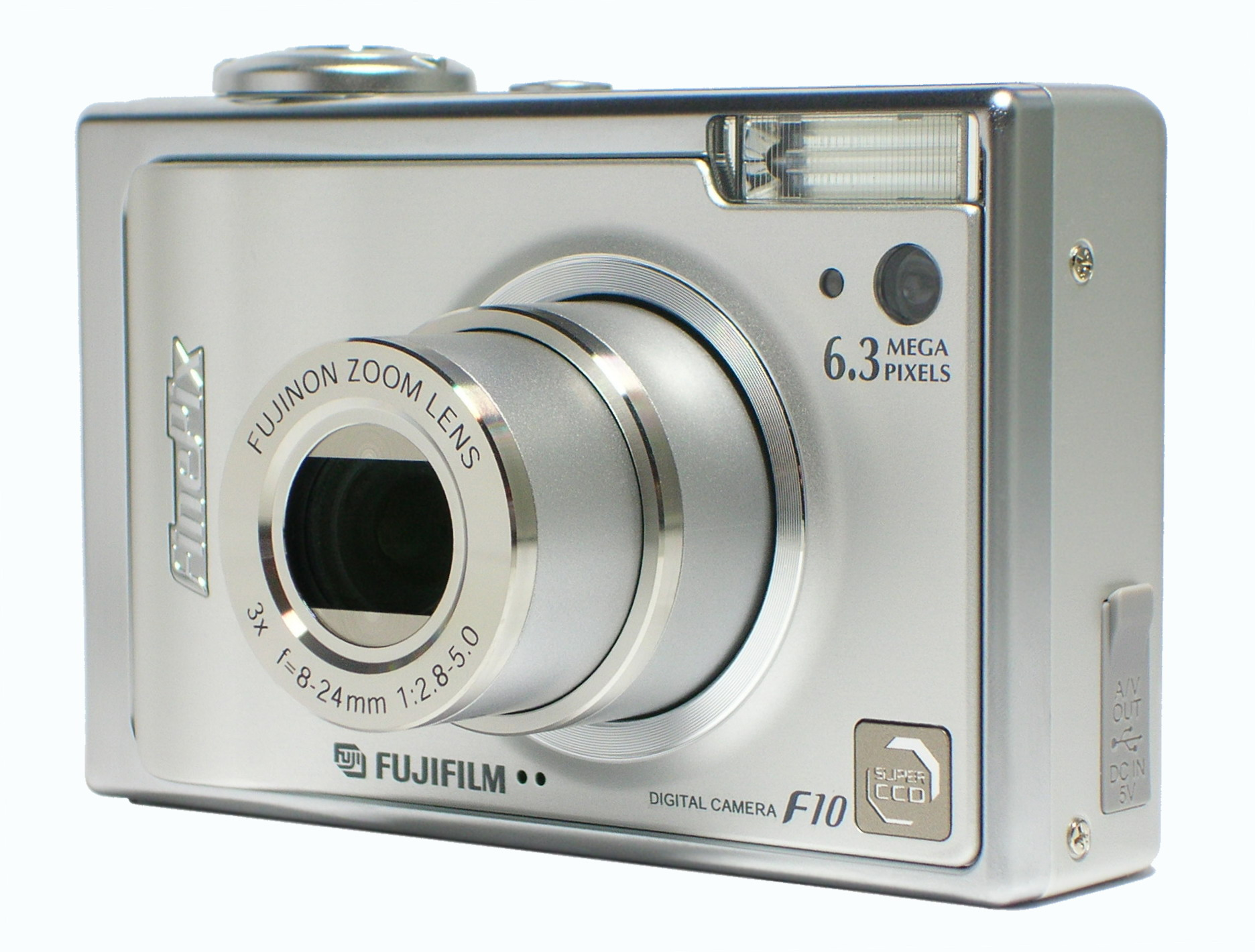
FinePix F10。630万画素スーパーCCDハニカムV「HR」を搭載

スーパーCCDハニカム®（スーパーシーシーディーハニカム)とは富士フイルムが開発した八角形のハニカム構造を採用したCCDイメージセンサの名称であり、同社の登録商標である。

## 歴史

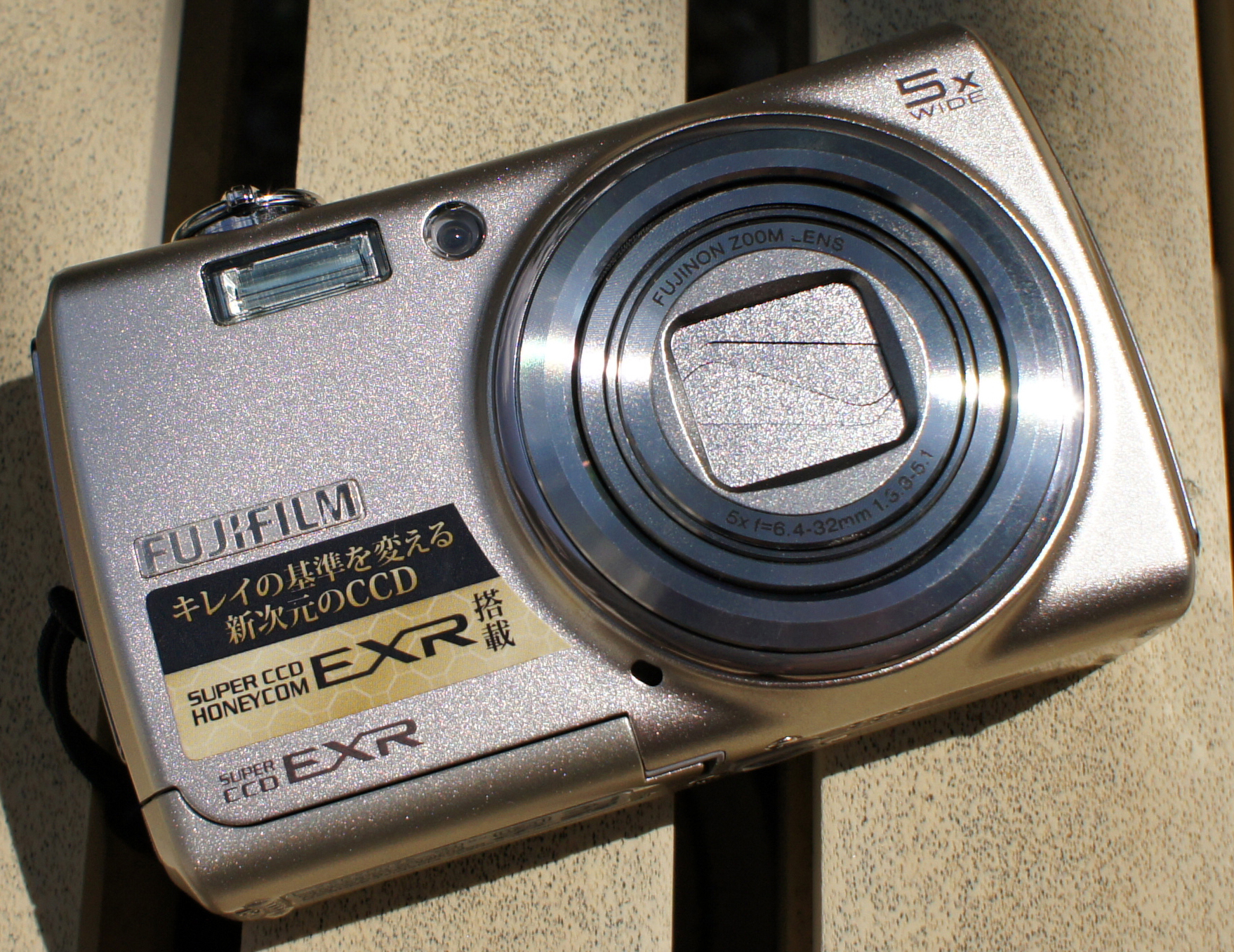
FinePix F200EXR。1200万画素スーパーCCDハニカムEXR搭載

富士フイルムより開発が発表されたのは1999年10月。翌2000年4月に発売されたデジタルカメラ、FinePix4700Zで製品化された。2001年4月には第2世代、2002年1月には第3世代、2003年1月には第4世代、2005年2月には第5世代、2006年3月には第6世代と進化している。第4世代よりHR系とSR系が供給されている。2007年にはそれぞれ第7世代にバージョンアップし、FinePix10周年の2008年には第8世代になり、第8世代HR系の技術を生かしたスーパーCCDハニカムEXRが開発され、2009年2月21日発売の「FinePix F200EXR」に搭載される。2010年7月21日、位相差画素を内蔵しオートフォーカスを高速化したスーパーCCDハニカムEXRを搭載した「FinePix F300EXR」、「FinePix Z800EXR」を発表した。
一方、2002年には携帯電話用のスーパーCCDハニカムを発表。同年に三菱電機が開発、NTTドコモから発売された携帯電話、D251iに有効画像数17万画素(記録画像数31万画素)のスーパーCCDハニカムが初採用された。更に2003年に発売されたD505iで有効画素数約63万画素(記録画像123万画素)にグレードアップし、2005年に有効,記録画素とも200万画素のD901iが登場した。

## 技術的特徴

CCD配列

CCDセンサ自体の形状を8角形にして45度傾けて配置することで、集光面積が広がり、高感度、低ノイズ、高ダイナミックレンジを得られるとされている。また、縦横方向の有効画素ピッチを1/√2倍に短く仮想出来る画素補間計算を併用することで、理論上では同一画素数の通常のCCDに比べ2倍の有効画素数(格子状データ)を得ることが出来、仮に実効200万画素の場合、最大400万画素までの有効画素数を得られる。
逆に、同じ有効画素数であればCCD実効画素数を低く抑える事が出来るのでCCD動作電力が比較的少ないという特徴もあるが、その後のデータ処理が複雑になることによる電力消費増大を考慮するとメリットとは言えない。

## 製品への応用

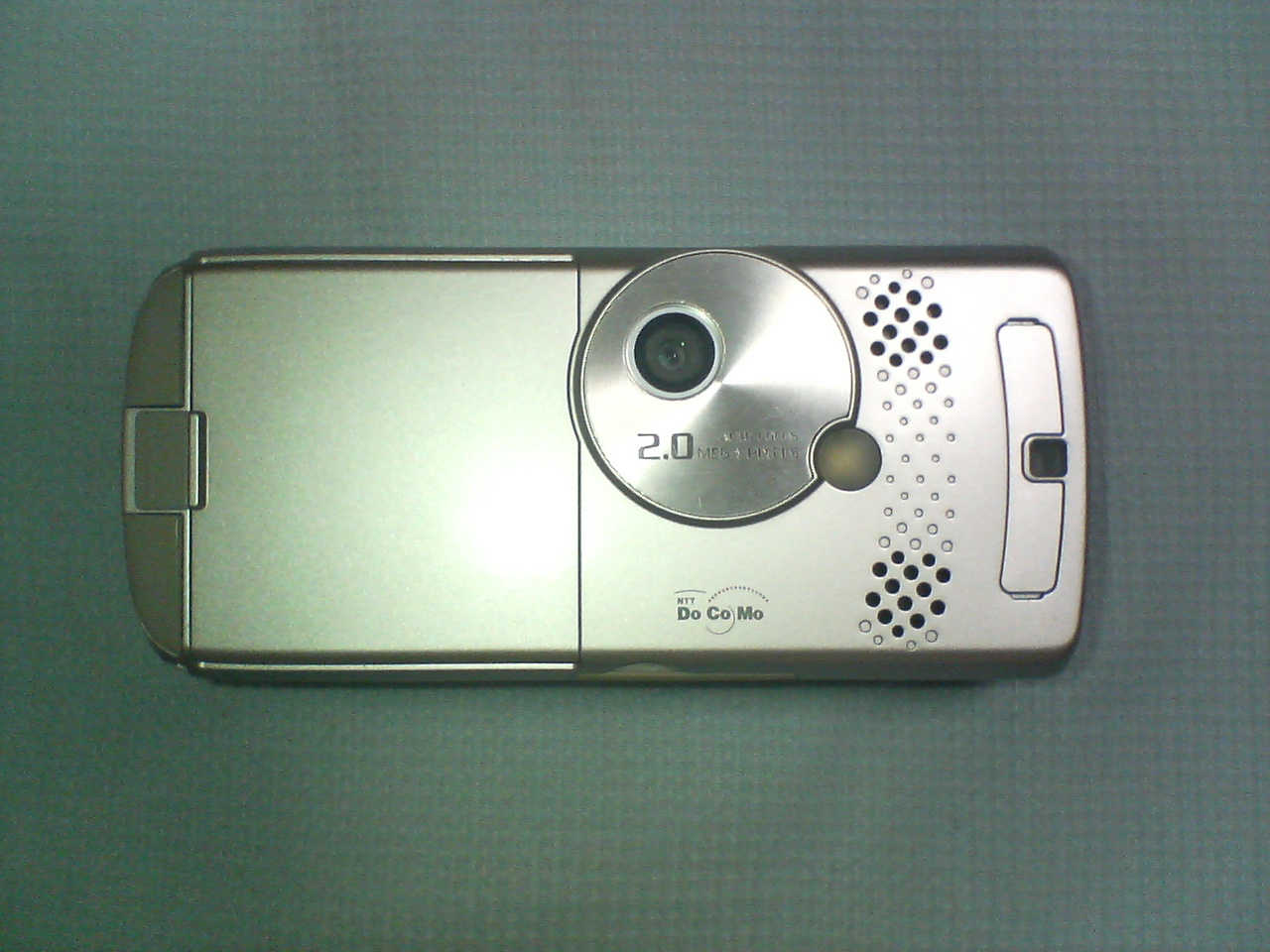
NTTドコモ FOMA D901i
三菱電機製携帯電話端末の裏面。200万画素スーパーCCDハニカムを搭載。

富士フイルム社製のデジタルカメラに搭載され、技術的特徴の一つになっている。また携帯電話では、NTTドコモ向けの三菱電機、日本電気(NEC)、富士通製の機種に搭載されていたが、903iシリーズでは各社がCMOSイメージセンサ(D903iは別構造のCCD)を採用したため、採用機種はなくなっている。また医療用にも応用されている。

## 携帯電話採用機種
三菱電機製
- D251i
- D251iS
- D252i
- D505i
- D505iS
- D506i
- D900i
- D901i
- D901iS
- D902i
- D902iS

以上、NTTドコモ向け。
- V401D - 同社製唯一のボーダフォン日本法人
 (現:ソフトバンクモバイル)向け

NEC製
- N900i
- N900iL
- N900iS
- N901iC
- N901iS
- N902i
- N902iL
- N902iS
- N902iX HIGH-SPEED

富士通製
- F902i